# Eickener Straße 195 (Mönchengladbach)

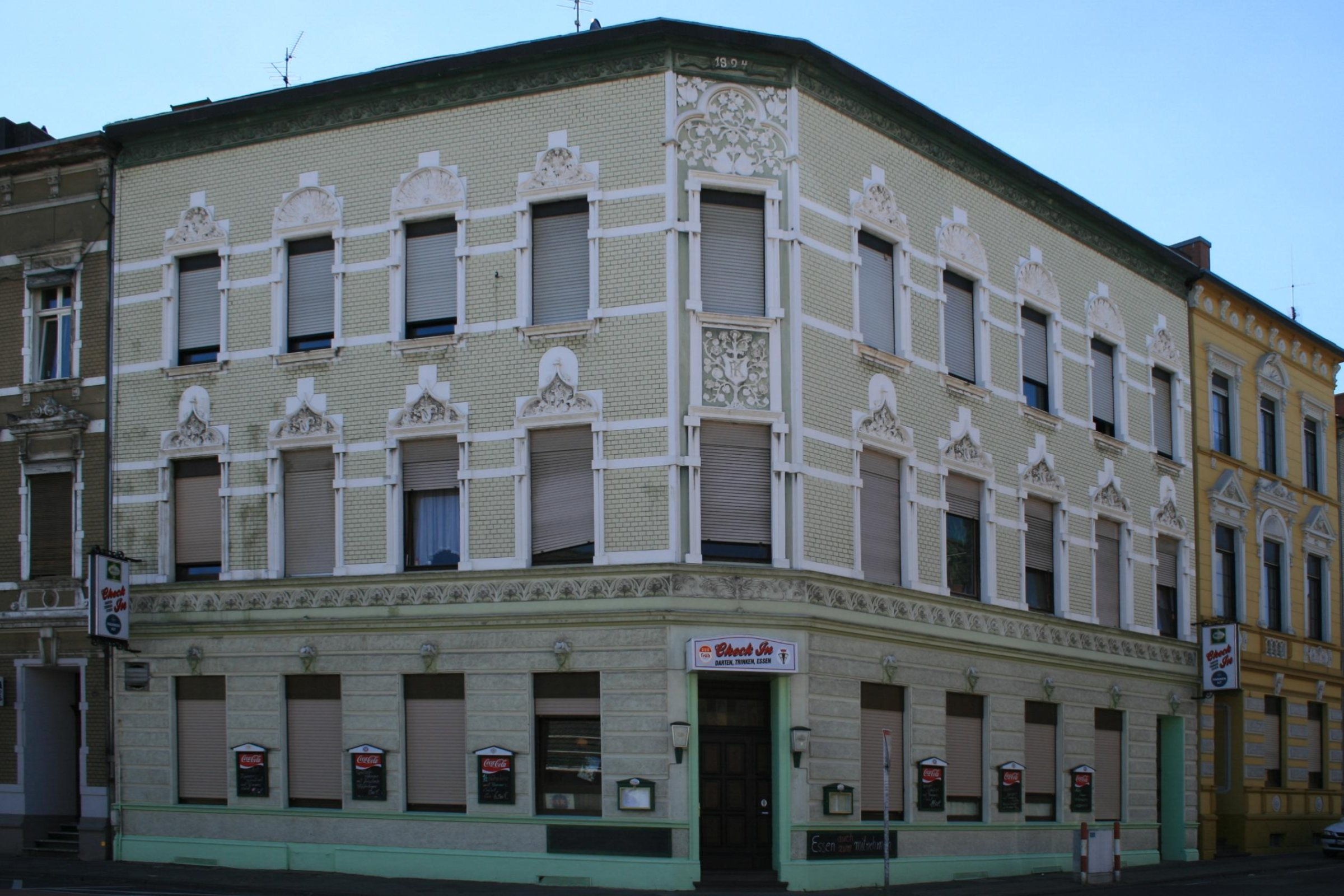
Wohnhaus (2010)

Das Wohnhaus Eickener Straße 195 steht im Stadtteil Eicken in Mönchengladbach (Nordrhein-Westfalen).
Das Haus wurde 1894 erbaut. Es ist unter Nr. E 017 am 13. September 1988 in die Denkmalliste der Stadt Mönchengladbach eingetragen worden.

## Architektur
Der 1894 errichtete Bau ist ein über Eck erschlossenes Wohnhaus mit einachsiger Ecklösung. Es zeigt insgesamt 3 : 10 Achsen in symmetrischer und seitengleicher Anordnung. Gleichförmig hochrechteckige Fenster mit scheitrechtem Sturz öffnen die in historisierenden Formen aufgeführte Stuckfassade. Über einem schmalen Dekorfries schließt das traufständige Gebäude mit einem Satteldach ab.
Als typisches Beispiel eines historisierenden Wohnhauses und aufgrund seiner Bedeutung für das Gesamtensemble Eickener Straße 195 – Eickener Höhe 1 gilt der Bau als erhaltenswert aus städtebaulichen und architekturhistorischen Gründen.